# Higher Bebington
Higher Bebington är en ort i distriktet Wirral, i grevskapet Merseyside, i England. Higher Bebington var en civil parish från 1866 till 1922 då den blev en del av Bebington cum Bromborough. Civil parish hade 1 765 invånare år 1921. Higher Bebington ett distrikt från 1894 till 1922.